# نظریه میدان‌های کوانتومی
در فیزیک نظری، نظریهٔ میدان‌های کوانتومی (QFT) چارچوبی نظری برای ساختن مدل‌های مکانیک کوانتومی از ذرات زیراتمی در فیزیک ذرات وشبه‌ذره‌ها در فیزیک ماده چگال می‌باشد. یک نظریه میدان کوانتومی، ذرات را به شکل حالاتی برانگیخته از میدان فیزیکی زمینه می‌بیند، به همین دلیل این ذرات کوانتای میدان نامیده می‌شوند.
در نظریه میدان‌های کوانتومی، برهم‌کنشهای مکانیک کوانتومی بین ذرات بر حسب برهم‌کنش‌های میان میدان‌های پس‌زمینه متناظر بیان می‌شوند.

## تعریف
الکترودینامیک کوانتومی (QED) یک میدان الکترون و یک میدان فوتون دارد؛ کرومودینامیک کوانتومی (QCD) به ازای هر نوع کوارک یک میدان دارد و در ماده چگال یک میدان جابجایی اتمی وجود دارد که باعث پیدایش ذرات فونون می‌شود. ادوارد ویتن نظریه میدان‌های کوانتومی را با اختلاف زیادی دشوارترین نظریه در فیزیک نوین می‌داند.

### دینامیک
سامانه‌های معمولی مکانیک کوانتومی تعداد ذرات ثابتی دارند و هر ذره تعداد متناهی از درجه‌های آزادی دارد. در مقابل، حالات برانگیخته یک نظریه میدان کوانتومی می‌توانند نماینده هر تعدادی از ذرات باشند. این باعث می‌شود که نظریه‌های میدان‌های کوانتومی برای توصیف سامانه‌هایی که در آن‌ها شمار ذرات در طول زمان تغییر می‌کند (یکی از ویژگی‌های اساسی دینامیک نسبیتی)، بسیار مناسب هستند.

### حالت‌ها
برهم‌کنش‌ها در نظریه میدان‌های کوانتومی ذاتاً بسیار شبیه به برهم‌کنش‌های میان بار و میدان‌های الکتریکی و مغناطیسی در معادلات ماکسول هستند، با این تفاوت که بر خلاف میدان‌های کلاسیک نظریه ماکسول، میدان‌ها در نظریه میدان‌های کوانتومی، معمولاً در برهم‌نهی‌های کوانتومی وجود دارند و از قوانین مکانیک کوانتومی پیروی می‌کنند.
از آنجا که میدان‌ها کمیت‌های پیوسته‌ای در فضا هستند، حالات برانگیخته‌ای که شامل تعداد به اندازه دلخواه بزرگی از ذرات هستند، وجود دارند، که به سامانه‌های نظریه میدان‌های کوانتومی اجازه می‌دهد بی‌نهایت درجه آزادی داشته باشند. تعداد بی‌نهایت درجه‌های آزادی، به سادگی می‌تواند به واگرایی کمیت‌های اندازه‌گیری شده بینجامد (یعنی کمیت‌ها بی‌نهایت می‌شوند). تکنیک‌هایی مانند بازبه‌هنجارسازی و گسسته‌سازی فضازمان، مانند کرومودینامیک کوانتومی شبکه‌ای مورد استفاده قرار می‌گیرند تا از این بی‌نهایت‌ها اجتناب کنیم و نتایج فیزیکی معنی‌داری تولید کنیم.

### میدان‌ها و تابش
میدان گرانشی و میدان الکترومغناطیسی تنها میدان‌های بنیادی در طبیعت هستند که برد بی‌نهایت و یک حد انرژی پایین کلاسیک متناظر دارند که برانگیختگی‌های ذره‌مانند آن‌ها را بسیار کاهش می‌دهد و پنهان می‌سازد. آلبرت اینشتین در سال ۱۹۰۵، ویژگی کوانتای میدانی، یعنی تبادل‌های گسسته و ذره‌مانند مومنتا و انرژی را به میدان الکترومغناطیس نسبت داد. ابتدا انگیزه اصلی وی این بود که ترمودینامیک تابش را توضیح دهد. اگرچه اثر فوتوالکتریک و اثر کامپتون قویا دلالت بر وجود فوتون می‌کنند، می‌توان آن را صرفاً با کوانتزه‌سازی انتشار هم توضیح داد . شواهد محکم‌تر از ماهیت کوانتومی تابش امروزه در نورشناخت کوانتومی نوین (مانند اثر پاددسته‌بندی) یافت می‌شود.

## کلیات مربوط به نظریه
در نظریهٔ میدان‌های کوانتومی نیروهای میان ذرات توسط ذرات دیگر حمل می‌شوند. برای نمونه، نیروی الکترومغناطیسی میان دو الکترون با رد و بدل کردن فوتون‌ها امکان می‌یابد. با این حال نظریهٔ فوق بر تمام نیروهای بنیادی به کار برده می‌شود. بردارهای بوزونی متوسط نیروی ضعیف را، گلوئون‌ها نیروی قوی، و گراویتون‌ها نیروی گرانشی را حمل می‌کنند. این ذرات حامل نیرو، ذراتی مجازی‌اند و طبق تعریف، زمانی که حامل نیرو هستند امکان آشکارشدن‌شان وجود ندارد، زیرا عملیات آشکارسازی گواه بر عدم حمل نیرو خواهد بود.
در نظریهٔ میدان‌های کوانتومی، فوتون‌ها به صورت کوانتاهای میدان پنداشته می‌شوند و نه مانند توپ‌های کوچک بیلیارد! یعنی امواج پکیده‌ای که در میدان به صورت ذرات به نظر می‌آیند. همچنین فرمیون‌ها -مانند الکترون- را نیز می‌توان به صورت امواج در میدان توصیف کرد، و این در حالی‌ست که هر نوع فرمیون میدان خاص خودش را دارد. به‌طور خلاصه، تصویر کلاسیکی از" همه چیز به شکل ذرات و میدان هاست"، در نظریهٔ میدان‌های کوانتومی به صورت" همه چیز ذره است" یا در نهایت "همه چیز میدان است" در می‌آید.
در این نظریه با ذرات نیز به صورت حالت‌های برانگیختهٔ میدان برخورد می‌شود (کوانتای میدان). این میدان خاص را می‌توان نوعی خوش‌شانسی دانست زیرا که در این صورت لازم نیست نگران پیامدهای اصل طرد پاؤلی بین فرمیون‌های مختلف مثلاً بین الکترون‌ها و نوترون‌ها باشیم. در این حال می‌توان با آسودگی خیال حالت‌های انرژی مربوط به هر فرمیون را جداگانه بررسی کرد.

## کاربردها
این نظریه به‌طور گسترده در فیزیک ذرات و فیزیک مادهٔ چگال به کار می‌رود.اکثر نظریه‌ها در فیزیک جدید ذرات (شامل نظریهٔ استاندارد ذرات بنیادی و برهمکنش‌های میان‌شان) با نظریهٔ میدان‌های کوانتومی نسبیتی فرمول‌بندی می‌شوند. نظریهٔ میدان‌های کوانتومی در پدیده‌های گوناگونی از فیزیک مادهٔ چگال کاربرد دارد، به ویژه هنگامی که تعداد قابل توجهی از ذرات امکان افت و خیز دارند. برای نمونه، نظریهٔ BCC در ابر رسانایی.